# Tomas Lindahl
Tomas Robert Lindahl (sinh ngày 28 tháng 1 năm 1938) là một nhà khoa học người Thụy Điển chuyên về nghiên cứu ung thư. Năm 2015 ông đã được trao giải Nobel hóa học cùng với nhà hóa học người Mỹ Paul L. Modrich và hóa học Thổ Nhĩ Kỳ Aziz Sancar cho các nghiên cứu cơ chế sửa chữa của DNA.
Lindahl đã được trao bằng tiến sĩ vào năm 1967 và bằng bác sĩ năm 1970 từ Karolinska Institutet ở Stockholm.
Sau khi hoàn tất tiến sĩ, Lindahl đã làm nghiên cứu sau tiến sĩ tại Đại học Princeton và Đại học Rockefeller. Sau khi chuyển đến Vương quốc Anh, ông gia nhập Quỹ Nghiên cứu Ung thư Hoàng gia (nay là Cancer Research UK) là một nhà nghiên cứu vào năm 1981.